# 圣莱热 (洛特-加龙省)
圣莱热（法語：Saint-Léger，法語發音：[sɛ̃ leʒe] ⓘ）是法国洛特-加龙省的一个市镇，属于内拉克区。

## 地理
圣莱热（44°17'21"N, 0°19'6"E）面积5.79 平方千米，位于法国新阿基坦大区洛特-加龍省，该省份为法国西南部内陆省份，北起多爾多涅省，西接吉倫特省和朗德省，南至热尔省，东临塔恩-加龙省和洛特省。
与圣莱热接壤的市镇（或旧市镇、城区）包括：艾吉永、巴伊斯河畔比泽、达马藏、莫讷尔、皮什达日奈。

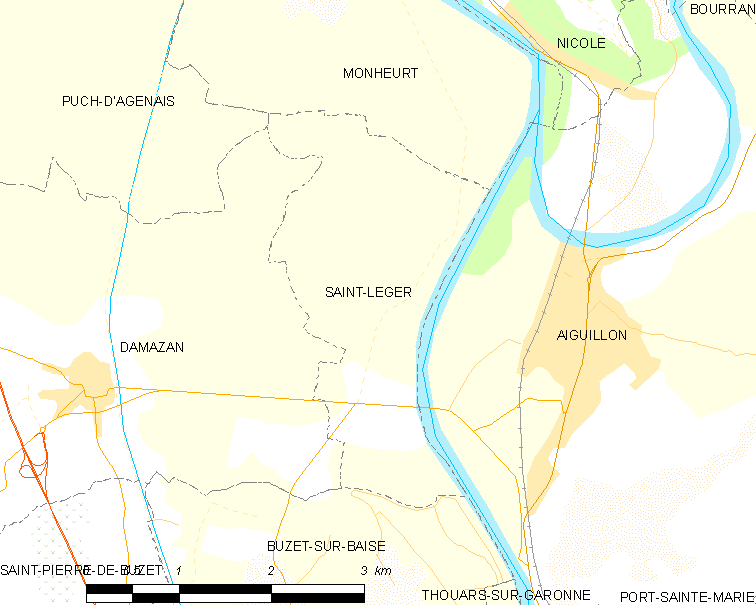
的OSM定位图

圣莱热的时区为UTC+01:00、UTC+02:00（夏令时）。

## 行政
圣莱热的邮政编码为47160，INSEE市镇编码为47250。

## 政治
圣莱热所属的省级选区为拉瓦达克县。

## 人口

1962-2008年间人口变化图示

圣莱热于2022年1月1日时的人口数量为157人。